# هاينز شتاركه
هاينز شتاركه (بالألمانية: Heinz Starke)‏ (و. 1911 – 2001 م) هو سياسي ألماني، كان عضوًا في الحزب الديمقراطي الحر، والحزب النازي، والاتحاد الاجتماعي المسيحي، توفي في بون، عن عمر يناهز 90 عاماً.

## مناصب
تولى منصب وزير المالية الاتحادي (14 نوفمبر 1961–19 نوفمبر 1962)
- عضو في البوندستاغ الألماني (6 أكتوبر 1953–6 أكتوبر 1957)[2]
- عضو في البرلمان الأوروبي.

## التعليم
تعلم في جامعة ينا.

## جوائز
حصل على جوائز منها:
- وسام الاستحقاق البافاري.

## روابط خارجية
- هاينز شتاركه على موقع مونزينجر (الألمانية)